# Kleurconstantie
Kleurconstantie is een eigenschap van de menselijke kleurconceptie die ervoor zorgt dat men kleuren vrijwel hetzelfde zal waarnemen, ook al is deze veranderd door bijvoorbeeld een andere soort lichtbron. Zo zal een groene appel er op de middag groen uitzien, wanneer de voornaamste vorm van verlichting wit zonlicht is, maar ook tijdens zonsondergang, wanneer de voornaamste lichtbron rood zonlicht is. Dit helpt ons in het identificeren van objecten.

## Kleuren zien
Kleuren zien is een proces bij wijze waarvan organismen en machines in staat zijn om objecten te onderscheiden op basis van verschillende golflengten van licht die door het object worden gereflecteerd, verzonden of uitgezonden. Bij mensen wordt licht door het oog ontvangen, waar twee soorten lichtreceptoren, kegeltjes en staafjes, signalen sturen naar de visuele schors die op zijn beurt deze sensaties omzet in een subjectieve waarneming van kleur. Kleurconstantie zorgt ervoor dat de hersenen een bekend object steeds herkennen als hebbende dezelfde kleur, ongeacht welk en hoeveel licht er op een bepaald moment door dat object weerkaatst wordt.